# Oradour-Saint-Genest

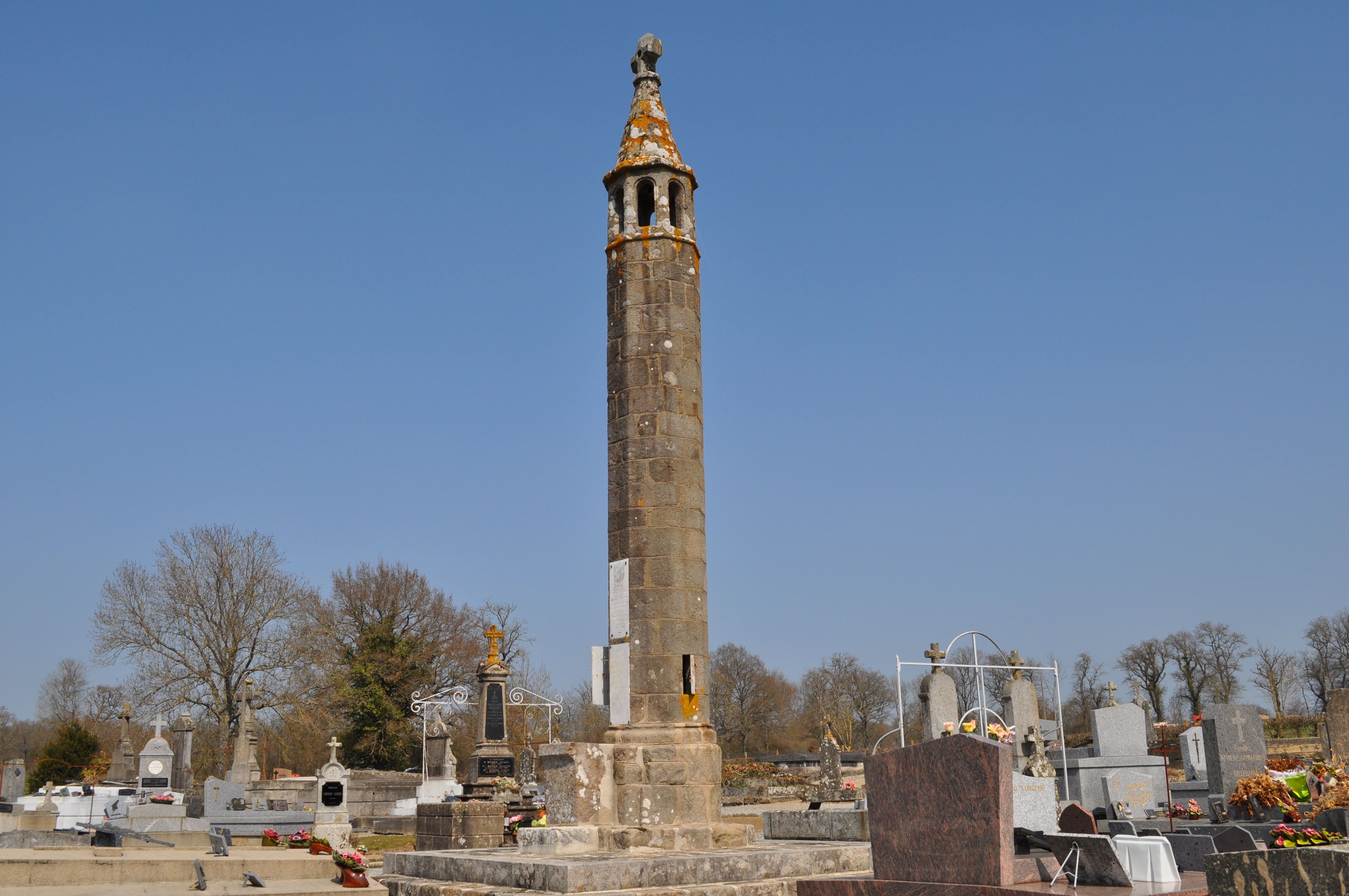
Zabytkowy Pomnik Latarnia (2012)

Oradour-Saint-Genest – miejscowość i gmina we Francji, w regionie Nowa Akwitania, w departamencie Haute-Vienne. Nazwa miejscowości pochodzi od imienia św. Genezjusza.
Według danych na rok 1990 gminę zamieszkiwało 466 osób, a gęstość zaludnienia wynosiła 12 osób/km² (wśród 747 gmin Limousin Oradour-Saint-Genest plasuje się na 266. miejscu pod względem liczby ludności, natomiast pod względem powierzchni na miejscu 87.).

## Populacja

Populacja Oradour-Saint-Genest w latach 1962–2008